# ITF Bodrum
Das ITF Bodrum ist ein Tennisturnier der ITF Women’s World Tennis Tour, das in Bodrum ausgetragen wird. Veranstaltungsort des Turniers ist das Vogue Hotel Supreme Bodrum.
Offizielle Namen der Turniere bis heute:
- 2023–: Haci Esmer Avci Tennis Cup

## Siegerliste

### Einzel
| Jahr | Kategorie | Siegerin    | Finalgegnerin | Ergebnis |
| ---- | --------- | ----------- | ------------- | -------- |
| 2023 | W60       | María Carlé | Irina Bara    | 6:4, 6:4 |

### Doppel
| Jahr | Kategorie | Siegerinnen                    | Finalgegnerinnen       | Ergebnis  |
| ---- | --------- | ------------------------------ | ---------------------- | --------- |
| 2023 | W60       | Oana Gavrilă Isabelle Haverlag | Ayla Aksu Harriet Dart | 6:4, 7:63 |

## Quelle
- ITF Homepage